# Pleșcivka, Korosten
Pleșcivka (în ucraineană Плещівка) este un sat în comuna Mîhailivka din raionul Korosten, regiunea Jîtomîr, Ucraina.

## Demografie
Componența lingvistică a localității Pleșcivka
     Ucraineană (96,97%)
     Rusă (3,03%)
Conform recensământului din 2001, majoritatea populației localității Pleșcivka era vorbitoare de ucraineană (96,97%), existând în minoritate și vorbitori de rusă (3,03%).